# Coniuge al seguito
Il termine "coniuge al seguito" viene utilizzato per descrivere una persona che segue il proprio coniuge in un'altra città a causa di un incarico di lavoro. Il termine è spesso associato ai coniugi che seguono un consorte in un incarico di espatrio, ma è utilizzato anche nel mondo accademico per incarichi che richiedono spostamenti nazionali.  Altri termini possono includere coniuge espatriato, dipendente militare e coniuge accompagnatore.

Il primo utilizzo attestato del termine "coniuge al seguito" è attribuito a Mary Bralove in un articolo del Wall Street Journal del 1981 intitolato "I problemi delle famiglie con doppia carriera iniziano a costringere le aziende ad adattarsi".
Un altro addetto al personale ricorda di aver perso un dirigente promettente perché suo marito era un dentista e non riusciva a trovare uno studio valido a cui unirsi nella zona. Per far fronte a questo problema, circa 150 datori di lavoro del New Jersey settentrionale aderiscono a una banca dati per l'impiego. La banca dati è progettata per fornire opportunità di lavoro al "coniuge al seguito" di un dirigente appena assunto o trasferito.
I coniugi al seguito sono un fenomeno comune tra le famiglie dei militari e dei militari in servizio all’estero, così come nelle aziende del settore privato che hanno dipendenti in diverse città, stati e paesi. Quando le condizioni di lavoro richiedono un trasferimento geografico, il coniuge al seguito si trova ad affrontare una transizione importante, che comporta sfide personali e professionali.

## Coniuge al seguito in economia e sociologia
In economia, i coniugi al seguito sono stati tradizionalmente definiti "tied movers" ("Trasferenti obbligati" in italiano). Il termine “tied mover” è stato coniato da Mincer (1978) e si riferisce ad un emigrato che, se fosse stato vacante, avrebbe scelto di rimanere nel proprio paese di origine. La situazione opposta è rappresentata dal "tied stayer" ("Rimanenti obbligati" in italiano), una persona che sceglie di rimanere nel proprio paese, ma che se fosse stata vacante avrebbe scelto di emigrare. La questione della decisione relativa all'emigrazione familiare in ambito economico è stata affrontata per la prima volta da Sandell (1977), Mincer (1978),  Polachek e Horvath (1977),  i quali sostengono che anche quando la famiglia nella sua totalità trae un vantaggio dalla scelta di emigrare, a livello individuale alcuni membri della famiglia possono comunque "rimetterci". Utilizzando una concettualizzazione unitaria del nucleo familiare, questi modelli prevedono che il coniuge con una partecipazione più discontinua alla forza lavoro e un minore potere economico (a causa, per esempio, della maternità o dello svolgimento di attività non lavorative) abbia minori possibilità di guadagno e quindi sia più facilmente vincolato dalle scelte del consorte.
In sociologia, Lichter (1983) evidenzia l’importanza dei rapporti di potere all'interno del matrimonio mentre Shihadeh (1991) e Bielby e Bielby (1992) sostengono che anche i ruoli di genere hanno un impatto sulla scelta delle famiglie di emigrare. Secondo questi autori, le donne hanno maggiori probabilità di essere trasferenti obbligati o coniugi al seguito, non a causa del loro minore valore sul mercato del lavoro, ma a causa del ruolo che viene loro assegnato della società. Alcuni studi empirici in ambito economico tengono conto dell'impatto dell'assimmetria di genere sulla scelta di emigrare assegnando un peso inferiore ai guadagni della moglie in base al modello di Mincer (Foged, 2016., Krieger, 2019.)

## Problemi
L'esperienza e i problemi dei coniugi al seguito variano in base al loro genere.
- Sacrificio professionale – Non è raro che il coniuge al seguito sacrifichi i propri obiettivi professionali/di carriera durante il periodo passato all'estero.[15]
- Problemi familiari – Stress causato da difficoltà di carattere sociale, finanziario e culturale che gravano sulle relazioni familiari come conseguenza dall'accettazione dell’incarico.
- Barriere alla mobilità – La volontà (o meno) del coniuge al seguito o di altri familiari di trasferirsi.
- Sfide lavorative – Difficoltà associate alla ricerca o al mantenimento di un lavoro personalmente significativo, che spingono a considerare transizioni di carriera e reinvenzioni professionali; con la conseguente riconsiderazione del proprio valore nella coppia.
- Perdita di identità – Difficoltà associate al disorientamento avvertito nel nuovo ambiente, e al successivo ostico periodo di riassestamento e cambiamento personale.[16]

## Coniugi al seguito famosi
- Julia Child
- Hillary Clinton
- Ruth Bader Ginsburg
- Brigid Keenan
- Sarah Macdonald
- P. K. Mahanandia
- Michelle Obama
- Alan Paul
- Alberto di Sassonia-Coburgo-Gotha
- Caterina di Russia
- Doug Emhoff
- Chasten Buttigieg